# Marlies Manders
Marlies Manders (18 september 1991) is een Nederlandse atlete, die is gespecialiseerd in de 800 en 400 m horden. Ze is meervoudig Nederlands jeugdkampioene en nam reeds op vijftienjarige leeftijd deel aan de Europese jeugdkampioenschappen.

## Loopbaan
Manders, lid van de Utrechtse Atletiekvereniging Hellas, had in 2007 al twee titels op de 800 m bij de B-meisjes op zak (in- en outdoor), toen ze op de EJK in Hengelo aan de start verscheen. Hier kwam ze echter uit op de 400 m horden. Met haar tijd van 60,88 s overleefde ze de series niet.
Een jaar later prolongeerde ze bij de B-meisjes beide nationale 800 m-titels, maar werd ze in deze leeftijdscategorie bovendien kampioene op haar andere specialiteit, de 400 m horden. Bovendien veroverde zij op dit nummer in datzelfde jaar bij de seniorenkampioenschappen haar eerste plak. Ze werd in 60,57 derde achter Tamara Ruben (eerste in 57,92) en Susanne Dekkers (tweede in 60,38). Een jaar later herhaalde zij deze prestatie op de kampioenschappen van 2008, zij het dat zij ditmaal Marjolein de Jong (eerste in 55,86) en opnieuw Tamara Ruben (tweede in 59,07) voor zich moest dulden.
Begin 2009 werd Manders bekroond als sporttalent van het jaar 2008 van Utrecht. Het jaar 2009 werd een blessurejaar. Hierna heeft Manders zich toegelegd op haar studie geneeskunde.

## Persoonlijke records
Outdoor
| Onderdeel    | Prestatie | Datum        | Plaats    |
| ------------ | --------- | ------------ | --------- |
| 400 m        | 55,89     | 10 juli 2011 | Eindhoven |
| 800 m        | 2.05,33   | 4 juni 2011  | Oordegem  |
| 1000 m       | 2.46,92   | 14 mei 2011  | Lisse     |
| 1500 m       | 4.33,00   | 8 mei 2011   | Tilburg   |
| 400 m horden | 60,08     | 28 juni 2008 | Vught     |

Indoor
| Onderdeel | Prestatie | Datum            | Plaats    |
| --------- | --------- | ---------------- | --------- |
| 400 m     | 56,14     | 9 februari 2008  | Bielefeld |
| 800 m     | 2.06,60   | 18 februari 2012 | Gent      |

## Palmares

### 800 m
- 2010: 4e NK - 2.09,25
- 2011:  NK indoor - 2.07,17
- 2011:  NK - 2.08,55
- 2012:  NK indoor - 2.06,74
- 2012:  Flynth Recordwedstrijden te Hoorn - 2.07,21
- 2012:  NK - 2.07,82
- 2013:  NK indoor - 2.09,12
- 2014: 4e NK indoor – 2.09,50
- 2014: 6e NK - 2.11,04

### 400 m horden
- 2007:  NK - 60,57 s
- 2008:  NK - 60,18 s
- 2013:  NK - 60,18 s

### veldlopen
- 2010: 11e Warandeloop (korte cross = 2000 m) - 6.32
- 2011: 9e NK te Tilburg (Warandeloop) (korte afstand = 2500 m) - 8.43